# Chilomycterus geometricus
Chilomycterus geometricus är en fiskart som först beskrevs av Bloch och Schneider 1801.  Chilomycterus geometricus ingår i släktet Chilomycterus och familjen piggsvinsfiskar. Inga underarter finns listade i Catalogue of Life.